# Davis, West Virginia
Davis är en ort i Tucker County i delstaten West Virginia, USA.